# Josep Espinós i Stocklin
Josep Espinós i Stocklin fou un polític català. Membre del Partit Liberal Conservador, fou elegit diputat a la Diputació de Barcelona pel districte de Granollers a les eleccions de 1892, 1896 i 1901, ocupant el càrrec fins al 1905. Fou nomenat diputat-secretari el 1901, vicepresident el 1902 i president de la Diputació d'abril de 1903 a abril de 1905. Va formar part de la comissió d'hisenda i de l'encarregada de fer front al conflicte obrer provocat per la manca de carbó electoral, així com de la Junta del Cens Electoral Provincial, de la Junta d'Obres del Port de Barcelona i de la Junta del Museu de Belles Arts de Barcelona.
Durant el seu mandat va finalitzar la construcció de 220 kilòmetres inclosos en el Pla d'Execució de Camins Veïnals finançats conjuntament amb l'Estat.